# Aula (Fluss)
Die Aula ist ein 22,6 km langer Zufluss der Fulda im Schwalm-Eder-Kreis und Landkreis Hersfeld-Rotenburg in Hessen (Deutschland).

## Name
Die Aula taucht als Ouuelaha erstmals urkundlich in Erscheinung. Der Name setzt sich zusammen aus ahd. ouwila 'Flusswiese, Flussaue' und der Endung -aha 'Fließgewässer'.

## Geographie
Der kleine Fluss entsteht etwa 2 km nordwestlich von Oberaula im Knüllgebirge durch den Zusammenfluss des Sälzerbaches (Quelle Sälzerborn) mit dem Hollenbach auf 372 m ü. NN. Der Hollenbach entspringt am Berg Hohenbaum (563 m ü. NN) auf 483 m ü. NN und legt bis zur Vereinigung mit dem Sälzerbach 1,6 km zurück. Letzterer ist 1,3 km lang und entspringt am Lottersberg (463 m ü. NN) auf 442 m ü. NN.
Die Aula fließt zuerst in östliche Richtung um schon nach einer kurzen Wegstrecke sich nach Südosten zu wenden. Sie durchfließt Oberaula, wo ihr links der Osterbach zufließt. Nach Oberaula wendet sich die Aula in einer scharfen Biegung gen Osten. In der Biegung mündet rechts der Häuserbach.
Auf ihrem Weg nach Osten durchfließt die Aula Wahlshausen, nimmt linksseitig den Berschbach auf und fließt südlich an Gersdorf, Frielingen und Heddersdorf vorbei. Hier nimmt sie den von Norden zufließenden Kisselbach auf und wendet ihren Lauf wieder nach Süden. Sie durchfließt Kirchheim und nimmt kurz nach der Stadt die rechts zufließende Ibra auf.
Im weiteren Verlauf unterquert sie die A7 und erreicht die Gemeinde Niederaula. Dort fließt die östlich am Ortsteil Kleba vorbei und nimmt kurz vor dem Kernort Niederaula den rechts zufließenden, aus Westen kommenden, Hattenbach auf. Nach Kleba überspannt die Aula-Talbrücke der Schnellfahrstrecke Hannover–Würzburg die Aula.
Danach fließt sie westlich an Niederaula vorbei, um bei 206 m ü. NN in die Fulda zu münden. Auf ihrem 20 km langen Weg hat die Aula einen Höhenunterschied von 166 m überwunden.

### Nebenflüsse
Im Folgenden werden die Nebenflüsse der Aula von ihrer Entstehung (372 m ü. NN) bis zur Mündung (216 m ü. NN) in die Fulda aufgeführt.
(Zur besseren Übersicht bzw. zur Sortierung flussabwärts sind in die DGKZ-Ziffern nach der 4256 - Aula - Bindestriche eingefügt!):
| Name                 | Lage             | Länge [km] | Einzugsgebiet [km²] | Mündungsort            | Mündungshöhe über NN | DGKZ     |
| -------------------- | ---------------- | ---------- | ------------------- | ---------------------- | -------------------- | -------- |
| Sälzerbach           | rechter Oberlauf | 1,3        |                     |                        | 372                  | 4256     |
| Hollenbach           | linker Oberlauf  | 1,7        |                     |                        | 372                  | 4256*    |
| Osterbach            | links            | 3,2        | 9,546               | Oberaula               | 320                  | 4256-12  |
| Häuserbach           | rechts           | 2,4        | 9,152               | nach Oberaula          | 318                  | 4256-2   |
| Berschbach           | links            | 2,4        | 2,481               | vor Kirchheim-Gersdorf | 289                  | 4256-32  |
| Kisselbach           | links            | 5,6        | 6,325               | bei Heddersdorf        | 256                  | 4256-36  |
| Goßmannsröder Wasser | links            | 5,5        | 10,867              | vor Kirchheim          | 244                  | 4256-38  |
| Wälsebach            | links            | 4,0        | 6,627               | Kirchheim              | 240                  | 4256-392 |
| Ibra                 | rechts           | 9,7        | 28,05               | hinter Kirchheim       | 236                  | 4256-4   |
| Hattenbach           | rechts           | 7,6        | 12,085              | vor Niederaula         | 225                  | 4256-94  |

### Naturräume
Der Mittellauf der Aula bildet naturräumlich in etwa die Grenze zwischen dem Knüll (Haupteinheit 356) im Norden und dem sich südlich anschließenden Fulda-Haune-Tafelland (355). Innerhalb der letztgenannten Haupteinheit trennt wiederum der Unterlauf ab etwa Heddersdorf das Ottrauer Bergland (355.0; rechts, also erst südlich, dann westlich) vom Kirchheimer Bergland (355.4, links).
Die Nebenflüsse der Aula entspringen z. T. an den Hängen der prominentesten Berge des Knüll und seiner Südausläufer:
- Der Kisselbach entspringt am Südhang der 581,2 m hohen Krötenkuppe.
- Die Ibra entspringt am Nordosthang des 592 m hohen Rimberges, eines markanten Südausläufers der vulkanischen Aktivität des Knüll ins Ottrauer Bergland, der, würde er zum Knüll gerechnet, immer noch der dritthöchste eigenständige Berg dort wäre.
- Der Osterbach entspringt am Nordhang des 492 m hohen Nöll im südlichen Hochknüll.
- Der Häuserbach und seine Nebenflüsse entspringen dem Nordosthang des 533 m hohen Kalkberges, des südlichsten Berges des Knüll, der den Hochknüll mit dem Rimberg „verbindet“.